# Maria Nagoj

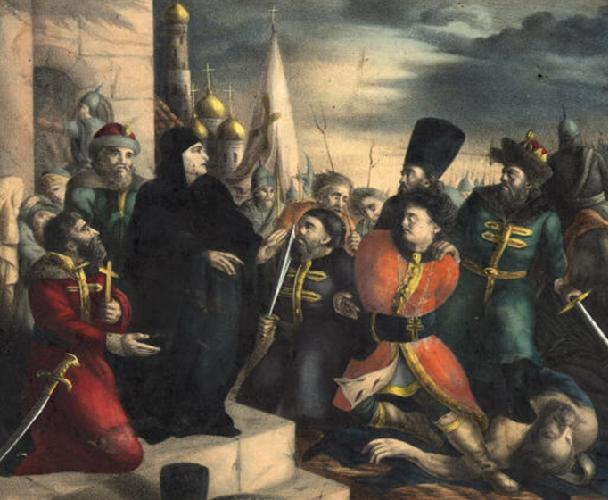
Caryca Maria demaskuje Dymitra I Samozwańca

Marija Fiodorowna Nagoj, znana jako Maria Nagoj (ros. Мария Фёдоровна Нагая, ur. 8 lutego 1553, zm. 1608) – ostatnia (siódma) żona cara Iwana IV Groźnego, córka okolniczego Fiodora Fiodorowicza Nagoja.

## Życiorys
Car po przyczynieniu się do śmierci ostatniej małżonki Wasylisy oraz krótkim związku z Natalią Korostową rozpoczął poszukiwania nowej żony. Oświadczył okolniczemu Fiodorowi Michajłowiczowi Nagajowi, że chce, aby jego córka Maria została kolejną carycą. Na wieść o tym Maria zemdlała.
Ślub odbył się 6 września 1580 roku. W świetle ówczesnego ustawodawstwa to małżeństwo było nielegalne; Cerkiew uznawała tylko dwa związki małżeńskie, trzeci potępiała a czwartego zabraniała.
W listopadzie 1581 roku z ręki swego ojca zginął pasierb Marii, carewicz Iwan. Caryca była zaniedbywana przez męża, obrażana przez bliskich współpracowników cara, a jej pozycja na carskim dworze była niepewna. Doradcy Iwana zachęcali go, aby wstąpił w związek małżeński z cudzoziemką, najlepiej z Angielką, aby wzmocnić sojusz przeciwko Polsce i Szwecji. Fiodor Andriejewicz Pisiemski, który stał na czele carskiego poselstwa do Londynu, poprosił królową Anglii Elżbietę I o rękę Marii Hastings dla swego cara. Maria Hastings była daleką krewną angielskiej królowej i prawnuczką Małgorzaty Pole. Elżbietę I zapewniono, że Maria Nagoj nie jest carycą i wkrótce będzie odesłana do klasztoru jako mniszka. Z tych planów małżeńskich ostatecznie nic nie wyszło, ponieważ Pisiemski odradził Iwanowi IV małżeństwo z Marią Hastings, którą ujrzał potajemnie w ogrodzie i uznał ją za słabą i schorowaną.
Maria podczas małżeństwa z carem urodziła syna Dymitra. Po śmierci cara w 1584 wraz z synem została zesłana do miasta Uglicz. W 1591 carewicz Dymitr zginął w niejasnych okolicznościach. Marię Nagoj za brak dostatecznej opieki nad synem postrzyżono na mniszkę (imię zakonne Marta) i umieszczono w klasztorze Nikołowyksińskim (na obszarze dzisiejszego Zbiornika Rybińskiego). 
W 1604 Borys Godunow wezwał ją do Moskwy w związku z pojawieniem się Dymitra Samozwańca I. Jednak nic nie wniosła do sprawy i odesłano ją z powrotem. Dopiero 18 czerwca 1605 roku uroczyście powróciła do Moskwy, uznając Dymitra Samozwańca I za swego syna. Następnie po jego zamordowaniu wyrzekła się poprzednich deklaracji i 3 czerwca 1606 uroczyście przywitała przeniesione z Uglicza szczątki świętego carewicza Dymitra. 
Zmarła w Moskwie w 1608 roku. Choć przyjęto oficjalnie datę obecną na nagrobku carycy, to badacze sugerują, że mogło to się stać w innym roku z zakresu 1608–1612.